# موشق بیتلیستسی
موشق بیتلیستسی (ارمنی: Բիթլիսցի Մուշեղ؛ زادهٔ ۱۸۶۹ - درگذشته ۱۸۹۹)  فدایی اهل ارمنستان بود.

## زندگی‌نامه
وی با نام اصلی موشق موشقیان (ارمنی: Մուշեղ Մուշեղյան) در ۱۸۶۹ در بدلیس به دنیا آمد و از دانشکده علوم الهی گئورگیان فارغ‌التحصیل شد. وی عضو فدراسیون انقلابی ارمنی بود. وی در ۱۸۹۹ در سن ۳۰ سالگی در hy:Խախրև درگذشت .